# St. Martin und Maria (Wilhermsdorf)

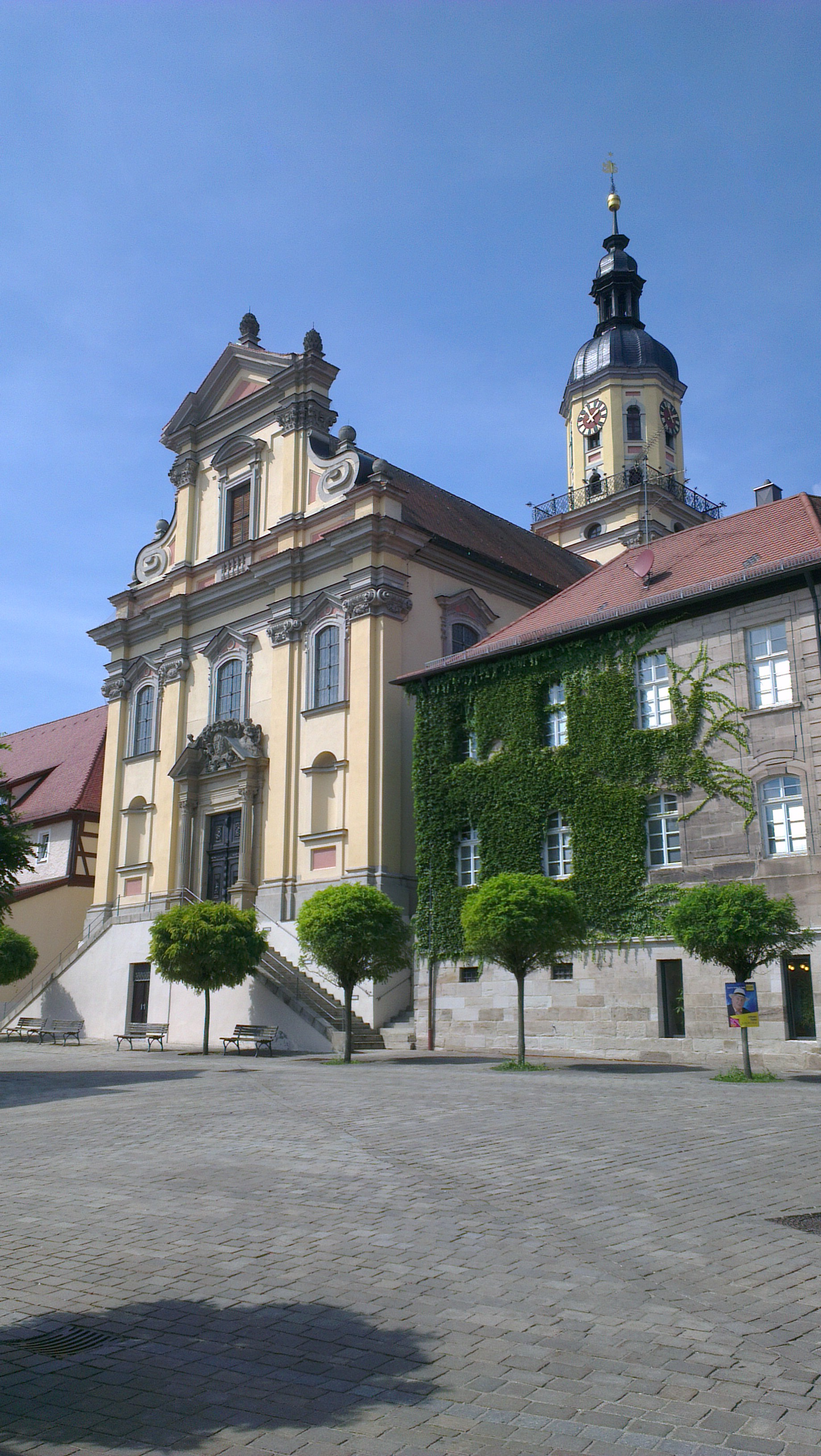
St. Martin und Maria (Wilhermsdorf)

Die denkmalgeschützte, evangelisch-lutherische Pfarrkirche St. Martin und Maria steht in Wilhermsdorf, einem Markt im Landkreis Fürth (Mittelfranken, Bayern). Die Kirche ist unter der Denkmalnummer D-5-73-133-1 als Baudenkmal in der Bayerischen Denkmalliste eingetragen. Die Pfarrei gehört zum Dekanat Neustadt an der Aisch im Kirchenkreis Nürnberg der Evangelisch-Lutherischen Kirche in Bayern.

## Beschreibung
Die Kirche wurde 1705–09 nach einem Entwurf von Joseph Greissing gebaut. Der Baumeister wurde von Johann Philipp von Greiffenclau zu Vollraths an die Stifter derer von Hohenlohe vermittelt. Sie ist eine Hallenkirche mit Mittelschiff und zwei Seitenschiffen. Die drei Joche des Langhauses sind mit einem Kreuzgratgewölbe überspannt. In den Seitenschiffen befinden sich Emporen. Der Kirchturm auf quadratischem Grundriss im Norden hat einen achteckigen Aufsatz, der die Turmuhr und den Glockenstuhl beherbergt, und mit einer schiefergedeckten Welschen Haube bedeckt ist. Im Kirchturm hängen drei 1710 gegossene Kirchenglocken aus der Stiftungszeit, zwei sollten im Zweiten Weltkrieg eingeschmolzen werden, sie kehrten jedoch zurück. Die mit einem Volutengiebel bedeckte Fassade im Süden ist durch Pilaster in drei Achsen in einer Kolossalordnung gegliedert, im mittleren Bereich befindet sich das Portal, das über eine Freitreppe erreicht wird. Die gesamte Kirchenausstattung ist 1712 entstanden. Der Altar ist mit vier Säulen gegliedert. Die Orgel mit 20 Registern, zwei Manualen und Pedal wurde 1992 von der Orgelbau Hoffmann in das alte Gehäuse eingebaut.